# 乃木涼介
乃木 涼介（のぎ りょうすけ、1964年8月23日 - ）は、日本の政治活動家、元俳優、元歌手。大阪府出身。血液型はO型。

## 略歴
同志社大学商学部卒業。大学在学中にスカウトされ、バンド「HOT SOX」のリードボーカル「SHO」としてデビュー。アルバム『HOT PARTY』『PARTY'S PARTY』をリリースしている。その後俳優として活動。
所属事務所は、アミー・パーク→愛企画→フロムファーストプロダクション→ケィ・サイド→キャストパワーと移動している。

### 政治活動
2016年11月15日、民進党から次期衆院選大阪7区の公認内定を受ける。
2017年10月の第48回衆議院議員総選挙では、民進党が希望の党への合流を決め、希望の党が日本維新の会との候補者の調整に応じたため、神奈川15区に選挙区を変更し希望の党公認で立候補した。しかし落下傘候補であることに加え、連合はすでに当選挙区では社会民主党の候補者を支援することを決定しており、乃木と社民党新人はいずれも現職の外務大臣である河野太郎に大差で敗れた。
2018年10月、国民民主党神奈川県連は第25回参議院議員通常選挙に、乃木を神奈川県選挙区から党公認で擁立すると発表。2019年7月21日の投開票の結果、落選。
2020年6月24日、国民民主党から次期衆院選大阪7区の公認内定を受け、再度活動の拠点を大阪に戻した。同年9月、立憲民主党に合流した。2021年10月31日、第49回衆議院議員総選挙において大阪7区の3位で比例復活もならず落選。

## 政策
- 2017年、2019年の朝日新聞によるアンケートにおいて、選択的夫婦別姓制度導入に賛成、としている[7][8]。
- 同性婚に「どちらかといえば賛成」。

## 出演

### テレビドラマ

#### NHK
- NHKスペシャル「感染爆発〜パンデミック・フルー」（2008年、NHK）- 厚労省幹部
- マッサン（2015年）- 白井部長

#### 日本テレビ
- 結婚しないかもしれない症候群（1991年、日本テレビ）
- ドラマシティ'92「アイシテイルと描いてみた」（1992年、読売テレビ）
- Pure Soul〜君が僕を忘れても〜（2001年、読売テレビ）- 土屋
- DRAMA COMPLEX 「松本清張スペシャル・指」（2006年、日本テレビ）
- FACE MAKER（2010年）- 瀬古健二
- 火曜サスペンス劇場
  - 「北ホテル3」（2005年）- 田島俊也

#### TBS
- 月曜ドラマスペシャル「函館湯けむりツアー殺人事件」 （1998年、TBS）
- ドラマ30「しおり伝説〜スター誕生〜」 （1999年、TBS）
- 24時間だけの嘘（1999年、TBS）
- 温泉へ行こう（2000 ‐ 2003年）- 桜井弘樹
- 太陽の季節（2002年）- 沢木マネージャー
- 真夜中の雨（2002年）- 宇波康裕
- デザイナー (漫画)（2005年）- 青石雅也
- 砂時計 (漫画)（2007年）- 月島圭吾
- SAKURA〜事件を聞く女〜（2014年）- 栗山徹也
- ホテルコンシェルジュ（2015年）- 高岡悦司
- 月曜ドラマスペシャル
  - 「浅見光彦シリーズ14」（1999年）- 石川刑事
- 月曜ミステリー劇場
  - 「早乙女千春の添乗報告書14」（2003年）- 矢島隆一
  - 「女タクシードライバーの事件日誌3」（2005年）- 田中刑事
  - 「自治会長・糸井緋芽子社宅の事件簿6」（2005年）- 中込博
- 月曜ゴールデン
  - 「税務調査官・窓際太郎の事件簿17」（2008年）- 藤倉孝道
  - 「離婚妻探偵2」（2009年）‐ 城ヶ崎誠
  - 「おふくろ先生の診療日記4」（2012年）- 有吉周一
  - 「財務捜査官 雨宮瑠璃子7」（2012年）- 田所慶介
  - 「警視庁心理捜査官・明日香」（2013年 - ）- 支倉晃

#### フジテレビ
- しあわせの決断（1992年、フジテレビ）
- 君といた夏（1994年）- 村上隆明
- 我慢できない!（1995年）- 野上恭介
- 神様のいたずら（2000年、関西テレビ）
- 女優・杏子（2001年、東海テレビ）
- 結婚できない男（2006年）- 八木オーナー
- 天誅〜闇の仕置人〜（2014年）- 村田丈朗
- ようこそ、わが家へ（2015年）- 牧方刑事
- 嵐の涙〜私たちに明日はある〜（2016年）- 岩上俊彦
- 金曜エンタテイメント
  - 「名司会者・寿鶴子 殺人スピーチ」（2005 - 2008年） - 亀山大輔 役
- 金曜プレステージ
  - 「赤い霊柩車シリーズ22」（2007年）- 岡田孝次郎
  - 「白衣の天使は見た!!外科病棟殺人カルテ」（2008年）- 北見和樹
  - 「女秘匿捜査官 原麻希」（2012年）- 安西洋平
  - 「医療捜査官 財前一二三3」（2012年）- 胡桃沢尊
  - 「赤い霊柩車シリーズ29」（2012年）- 杉下重雄
  - 「外科医 鳩村周五郎12」（2014年）- 中西外科部長

#### テレビ朝日
- 湘南女子寮物語（1993年）- 本田洋二
- はぐれ刑事純情派（1993年）‐ 矢野宏文
- 愛は正義（2001年）- 金子修次郎
- 氷点2001（2001年）
- 特命係長 只野仁 (テレビドラマ)（2003年）- 番場忠之
- はみだし刑事情熱系 第7シリーズ（2003年） - 藤田良樹 役
- 時効警察（2006年）- 本郷高志
- 警視庁捜査一課9係（2006年）- 橘新一
- 女帝 薫子（2010年）- 澤田義弘
- Answer〜警視庁検証捜査官（2012年）- 田口佳和
- 相棒（2015年）- 沼田吾郎
- 土曜ワイド劇場
  - 「火災調査官 紅蓮次郎3」（2004年）- 桜木一真
  - 「キソウの女2」（2005年）- 明石刑事
  - 「刑事殺し2」（2008年）- 高梨学
  - 「東京駅お忘れ物預り所3」（2009年）- 増岡刑事
  - 「100の資格を持つ女〜ふたりのバツイチ殺人捜査〜4」（2010年）- 佐竹敏之
  - 「拘置所の女医」（2011年）- 栗橋一朗
  - 「デパート仕掛け人!天王寺珠美の殺人推理6」（2013年）- 加賀亮輔
  - 「私は代行屋!3」（2014年）- 手島高志

#### テレビ東京
- ハッピー2 愛と感動の物語（1999年、テレビ東京）
- サギ師リリ子（2009年）- 岸田裕介
- テネシーワルツ（2010年）- 馬渕晴男
- 女と愛とミステリー
  - 「税関検査官・今井陽子 密輸ダイヤモンド殺人事件」（2003年）- 大隈信一郎
- 水曜ミステリー9
  - 「刑事吉永誠一 涙の事件簿3」（2005年）- 川添隆章
  - 「シロクマ園長 命の事件簿1」（2007年）- 望月吾朗
  - 「落としの鬼 刑事 澤千夏」（2012年 - ）- 角田吾郎
  - 「女三代 如月法律事務所1」（2012年）- 沢木健輔
  - 「鑑識特捜班・九条礼子〜骨を知る女〜2」（2012年）- 二ノ宮遼
  - 「トラベルライター青木亜木子1」（2013年）- 上原拓郎
  - 「多摩南署たたき上げ刑事・近松丙吉11」（2013年）- 浅田勝行
  - 「監察医・篠宮葉月 死体は語る15」（2014年）- 園田智夫
  - 「事故調」（2015年）- 枡島崇
  - 「保身」（2015年）- 井村和人
  - 「駐在刑事4」（2016年）- 光石義則

### 映画
- 花のあすか組（1988年）
- クレイジーボーイズ（1988年）
- 極道戦争 武闘派（1991年） - 小金丸弘
- 新極道の妻たち 覚悟しいや（1993年） - 楊君里
- ふうせん2（1995年）
- 新 男樹 完結編（2000年） - 前島
- ミスター・ルーキー（2002年） - 上山弘
- 怪談新耳袋劇場版「視線」（2004年）
- 闇の中（2006年） - 新見洋介(精神科医)
- おしん（2013年）- 八代清太郎

### Vシネマ
- 満たされない人妻 昼下がりの秘密（1999年）
- 満たされない人妻 情事の代償（1999年）
- 牝牌(メスパイ) 女雀士・肉体の賭け（2000年、主演：朝岡実嶺）
- 淫夢 さまよえる記憶（2000年、主演：濱田のり子）
- 氷る月（2000年、主演：中島史恵）
- 銀の男 青森純情篇（2002年、原作：本宮ひろ志） - 田中幸三
- 実録・極東マフィア戦争 暗黒牙狼街 BOSS（2002年） - 徐(華僑)
- 実録・ぼったくり 風営法全史（2003年） - 刑事
- 岸和田少年愚連隊 ゴーイングマイウェイ（2004年）